# Servicio Nacional de Regiones Devastadas y Reparaciones

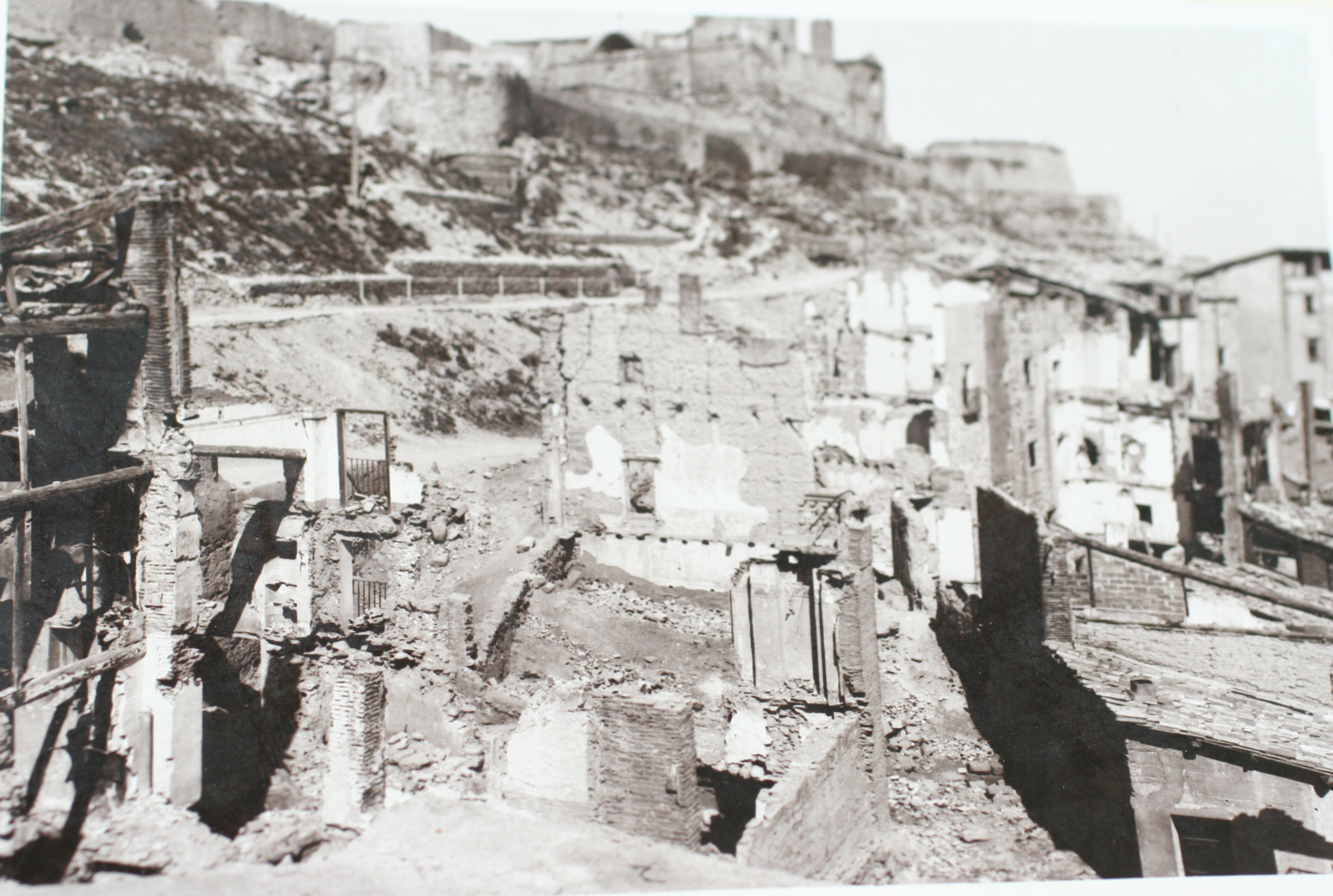
El Canyeret de Lleida

El Servei Nacional de Regions devastades i reparacions, conegut oficialment i en castellà com a Servicio Nacional de Regiones Devastadas y Reparaciones, fou un organisme creat el 1938 durant la dictadura del general Francisco Franco. L'objectiu d'aquest servei va ser la reconstrucció de les zones denominades com alliberades.

## Història
El 30 de gener de 1938 es va publicar una llei que creava una nova Administració Central de l'Estat, on s'incloïa la creació d'aquest servei nacional. El Servicio depenia del Ministeri d'Interior (més endavant, Ministeri de la Governació) i tenia la finalitat de restaurar el patrimoni espanyol malmès per la guerra. Amb aquesta finalitat es constitueixen les Comissions de Zona, i dins aquestes les Oficines Comarcals.
L'agost de 1939 aquest Servei adquireix la categoria de Direcció General, al capdavant d'aquest organisme va estar José Moreno Torres que també serà nombrat director de la Junta de Reconstrucció.
La seva missió serà dur a terme la reconstrucció del territori i pal·liar els efectes de la guerra, sobretot la reconstrucció d'habitatges en males condicions i la construcció d'albergs. No només intervindran en la construcció d'habitatges, també van atendre les necessitats de tipus industrial i empresarial per tal de buscar la reactivació de l'economia espanyola.

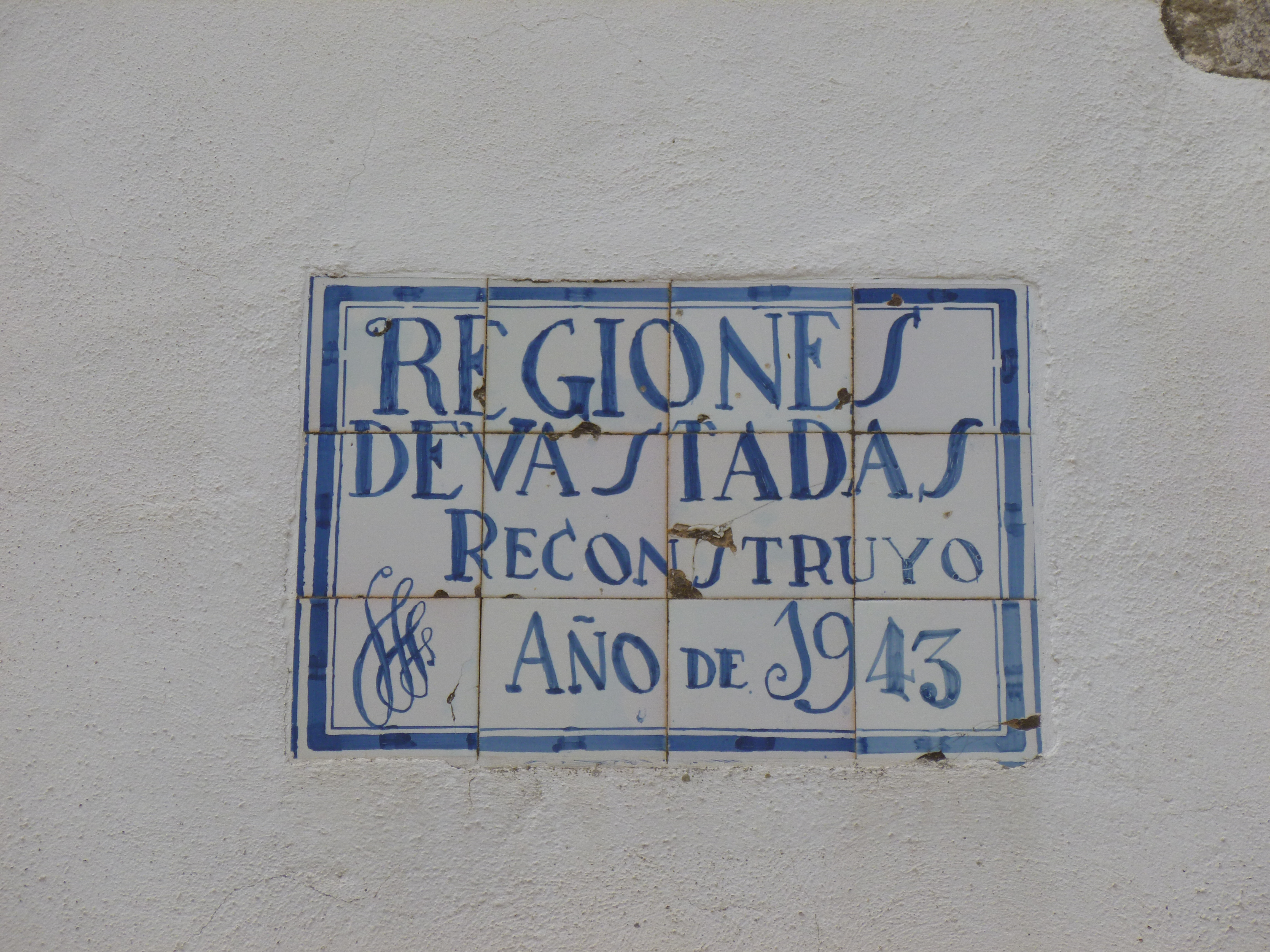
Recordatori de la tasca de Regions Devastades a l'Ermita de la Magdalena de Moncofa.

Aquestes tasques es duran a terme mitjançant els successius "decrets d'adopció" de les localitats danyades per la guerra en més d'un 75% de destrucció, signats pel Cap de l'Estat. La Direcció General de Regions Devastades va desaparèixer el 1957, i part de les seves funcions van ser assumides pel Ministerio de la Vivienda, creat aquell mateix any.
Quant a la localització dels documents gràfics i expedients relatius a l'actuació d'aquest organisme a nivell estatal en aquests 19 anys, actualment es troben a l'Arxiu General de l'Administració, a la localitat d'Alcalá de Henares. Concretament, el fons agrupa informes sobre intervencions a una àmplia gamma d'espais urbans (esglésies, escoles, monuments, vivendes particulars), com també aquelles referents a grans espais que bé poden ser carrers o zones urbanes, o inclús peticions per part del personal dels convents per tal que se'ls hi solucionin determinats problemes d'obra.
A Catalunya va actuar a Agramunt, Bellcaire d'Urgell, Benifallet, Benissanet, les Borges Blanques, Castelldans, Corbera d'Ebre, la Fatarella, Gandesa, Isona, Lleida, Llers, Móra d'Ebre, el Pinell de Brai, el Perelló, la Ràpita (Vallfogona de Balaguer), Tírvia, Tortosa i Vilanova de la Barca.
A la Comunitat Valenciana ho va fer a Alacant, Algímia d'Alfara, Andilla, Begís, Benafer, Benassal, Castelló de la Plana, Caudiel, Gaibiel, Matet, Moncofa, Nules, Sacanyet-Canals, Sagunt, Sogorb, Teresa, Torrent, València, la Vall d'Uixó, Viver, Xàtiva, Xèrica i Xilxes.
També va haver d'actuar àmpliament a l'Aragó: Albarrasí, Alcanyís, Barbastre, Belchite, Fraga, Osca, Terol, etc.